# Potamonautes montivagus
Potamonautes montivagus là một loài động vật giáp xác thuộc họ Potamonautidae. Đây là loài đặc hữu của Malawi. Môi trường sống tự nhiên của chúng là sông ngòi.